# Prowincja Léraba
Prowincja Léraba – jedna z 45 prowincji w Burkina Faso.
Ma powierzchnię ponad 3 tysięcy km². W 2006 roku mieszkało w niej ponad 124 tysiące ludzi. W 1996 roku na jej terenach zamieszkiwało niespełna 93 tysiące mieszkańców.